# Łuknajno (osada leśna)
Łuknajno (niem. Lucknainen) – osada leśna, leśniczówka w Polsce położona w województwie warmińsko-mazurskim, w powiecie mrągowskim, w gminie Mikołajki. W latach 1975–1998 miejscowość administracyjnie należała do województwa suwalskiego.
Osada położona jest na przesmyku między jeziorami Łuknajno i Śniardwy.

## Historia
Pierwotnie była tu karczma z przewozem, zniszczona w 1656 r. przez Tatarów. W 1686 r. Fryderyk Schütz (leśniczy z Mikołajek), otrzymał zezwolenie na odbudowę karczmy z jedną, przynależną do niej jedną włóką na prawie chełmińskim, z sześcioma latami wolnizny. W 1838 r. Łuknajski Przewóz składał się z trzech domów, w których mieszkało 26 osób.
Majątek ziemski w Łuknajnie w latach dwudziestych XX wieku należał do rodziny Lingnau. Wraz z folwarkiem Pieńkowo obejmował 16 wók. W latach 1914–1915, w czasie pierwszej wojny światowej, Łuknajno zostało zniszczone i ponownie odbudowane. W 1939 r. w osadzie mieszkało 110 osób. Do 1945 r. Łuknajno było samodzielną gmina wiejską. Po 1945 r. była tu leśniczówka i PGR.

## Zabytki
Dwór w Łuknajnie wybudowany został w pierwszej połowie XIX wieku. Jest to budowla parterowa z ryzalitem na elewacji wzdłużnej i drugim na elewacji bocznej od strony podwórza. Dwór nakryty jest dachem naczółkowym. Podwórze jest w kształcie czworoboku wyznaczonego przez budynki gospodarcze. Dwór jest pod zarządem Mazurskiego Parku Krajobrazowego.